# Kreator (informatyka)

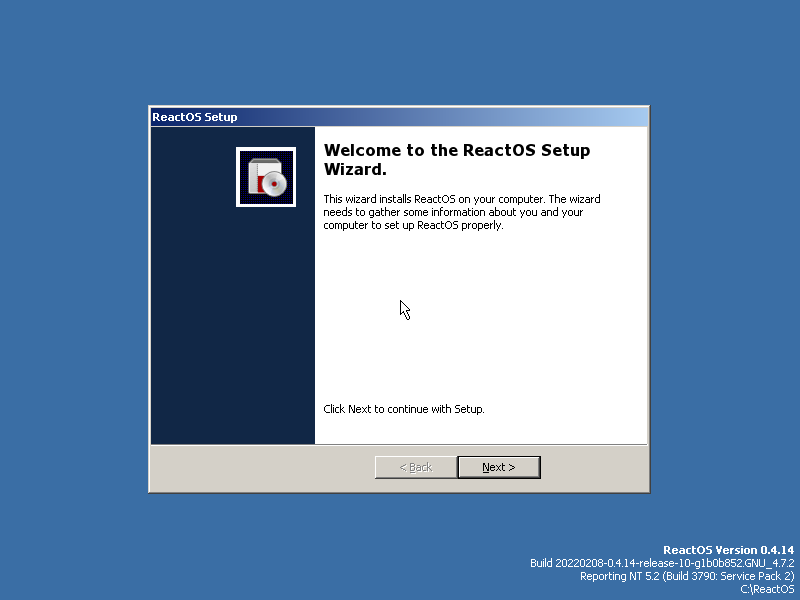
Popularnym przykładem kreatora, jest program instalacyjny.

Kreator, asystent (ang. wizard) – oprogramowanie, które stanowi rodzaj interfejsu użytkownika. Poprzez zadawanie kolejnych pytań ułatwia ono wprowadzanie danych niezbędnych np. do konfiguracji jakiegoś programu, do wytworzenia cyfrowego dokumentu lub zbioru takich dokumentów. W tym drugim przypadku kreator jest rodzajem elektronicznego formularza.